# Nomascus annamensis
Nomascus annamensis é uma espécie asiática de gibão que corre risco de extinção, encontrados exclusivamente nas florestas tropicais do Vietnã, Laos, Camboja e sul da China. Tais primatas possuem o peito marrom protuberante, mas são recobertos por pelos pretos, que se parecem cinza durante o dia. As fêmeas se diferem pela cor bege alaranjado.

## Descrição
O gibão de bochecha polida do norte se assemelha a Nomascus gabriellae na aparência. Machos e fêmeas de N. annamensis diferem na morfologia e cor. O macho tem uma pele principalmente preta que brilha prateada à luz do sol, com um peito marrom mais claro. As bochechas são de um laranja dourado profundo e a crista é muito proeminente. A fêmea, entretanto, não tem a crista característica e é de cor bege-alaranjada.
O holótipo está localizado no Museu Zoológico da Universidade Nacional do Vietnã.